# Goyachalepus
Goyachalepus is een geslacht van kevers uit de familie bladkevers (Chrysomelidae).
De wetenschappelijke naam van het geslacht werd in 1929 gepubliceerd door Maurice Pic.

## Soorten
- Goyachalepus donckieri Pic, 1929